# ジョン・リーチ (イラストレーター)
ジョン・リーチ（John Leech、1817年8月29日 - 1864年10月29日）は、イギリスの風刺画家、イラストレーターである。週刊風刺漫画雑誌『パンチ』に掲載した風刺漫画の作者として知られている。チャールズ・ディケンズの1843年の小説『クリスマス・キャロル』の初版の挿絵を担当したことでも知られている。

## 略歴
ロンドンで生まれた。父親はアイルランド出身の彼の父親は、ロンドン中心のラドゲイト・ヒルのコーヒーハウスのオーナーで、文学や芸術に造詣の深い人物で、母親の祖父には古典学者のリチャード・ベントリー（Richard Bentley）がいた。父親から絵を学び幼いころから才能を示した。名門校のチャーターハウス・スクールで学び、そこで有名な小説家になるウィリアム・メイクピース・サッカレー（1811-1863）と出会い生涯の友人になった。16歳でセント・バーソロミュー病院で医学を学び始めるが、2年ほどで美術家となるために医学の修行を止めた。「Blicky」というペンネームをこの頃使い始めた。
18歳で『Etchings and Sketchings by A. Pen, Esq.』を出版した。チャールズ・ディケンズの小説の挿絵を描いたロバート・シーモア（Robert Seymour: 1798-1836) が1836年に亡くなった後、ディケンズズの『ピクウィック・クラブ（The Pickwick Papers)』の挿絵画家に応募したが採用されなかった。1840年、ロンドンの文芸雑誌「Bentley's Miscellany」に版画を寄稿し始めた。
1841年から週刊風刺雑誌『パンチ』の仕事を行い、その年鑑や出版物にも貢献し、1859年から1862年の間「イラストレイテド・ロンドン・ニュース」にも、挿絵を描いた。1843年に出版されたチャールズ・ディケンズの小説『クリスマス・キャロル』の初版の挿絵も描いた。
1862年に、パンチに掲載した作品を拡大して、描きなおし着色した作品を展示する展覧会を開き、評判になった。
1864年にロンドンで亡くなった。

## 作品

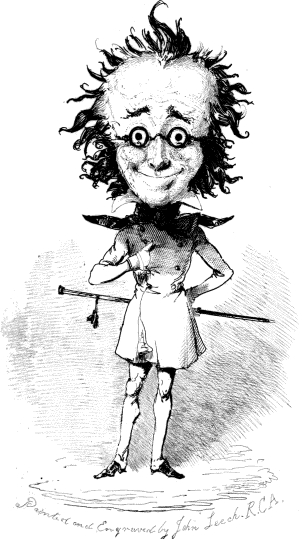
自分自身のカリカルチュア
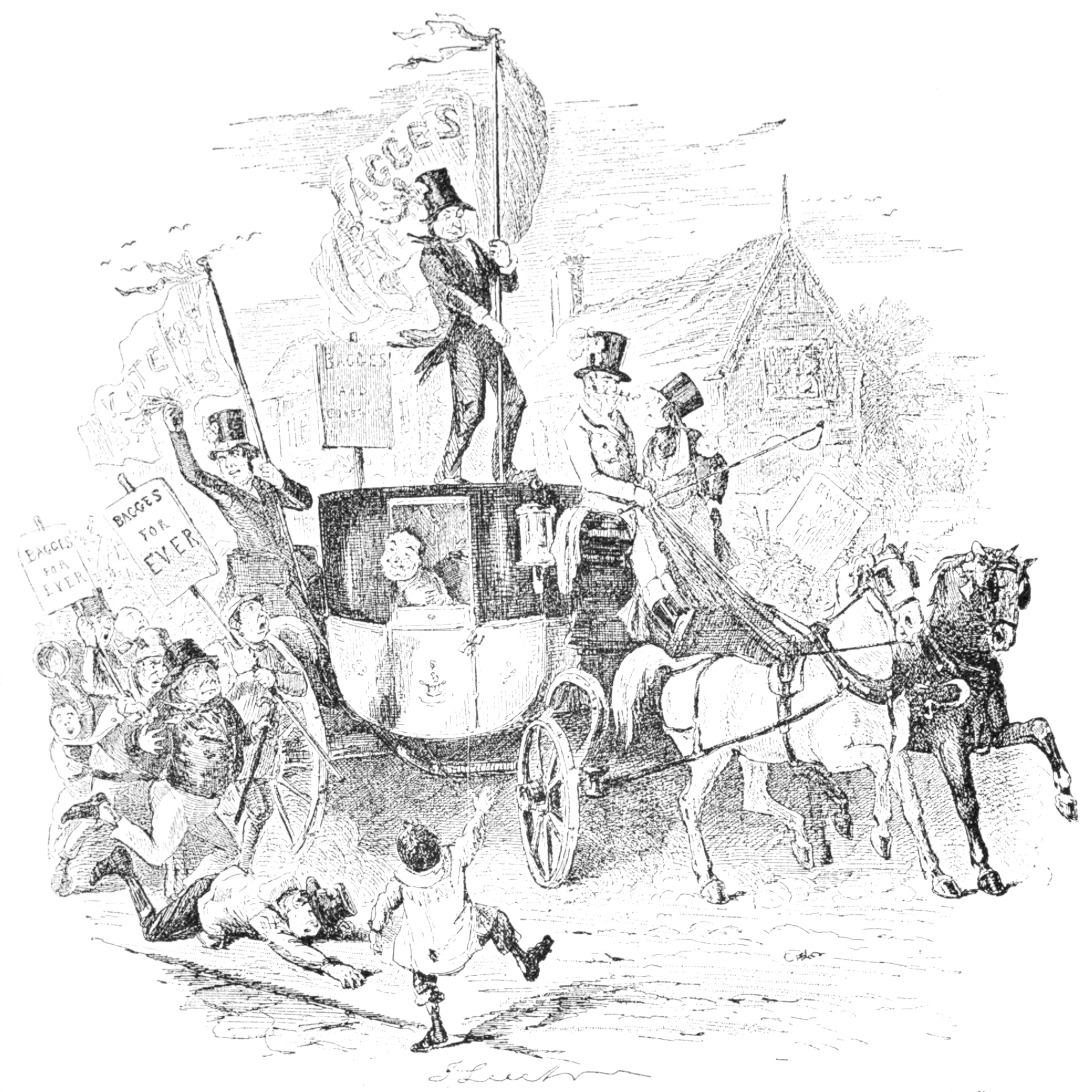
選挙を風刺した挿絵
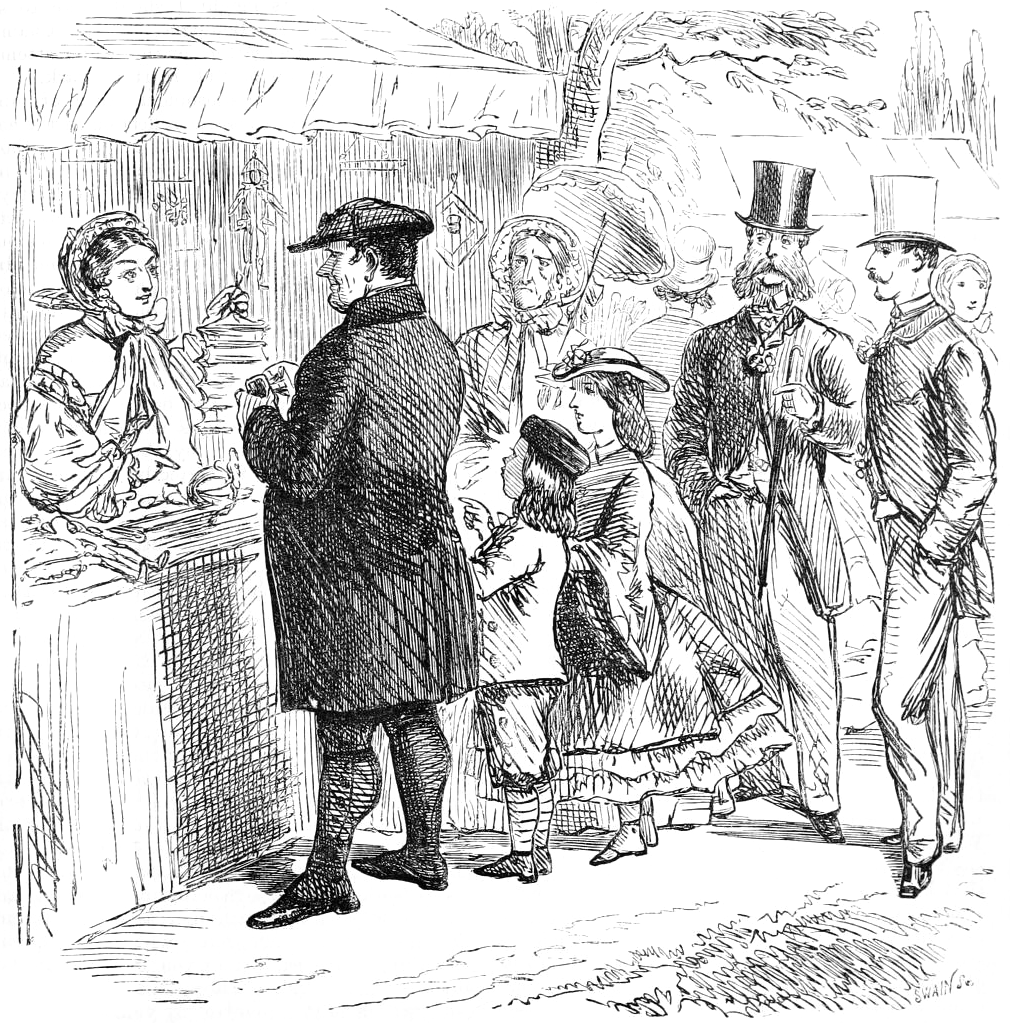
雑誌挿絵
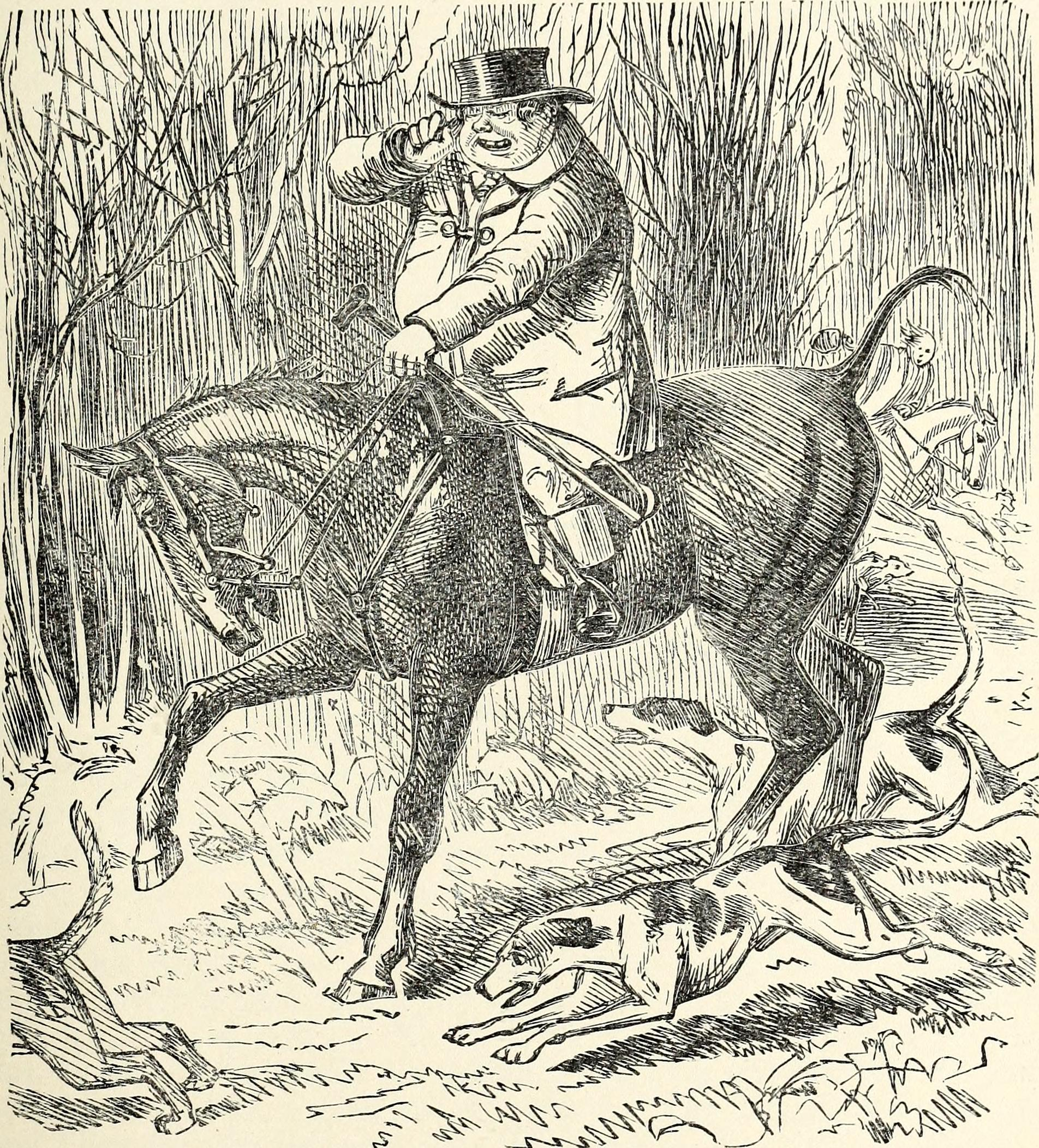
R. S. Surteesの書籍の挿絵

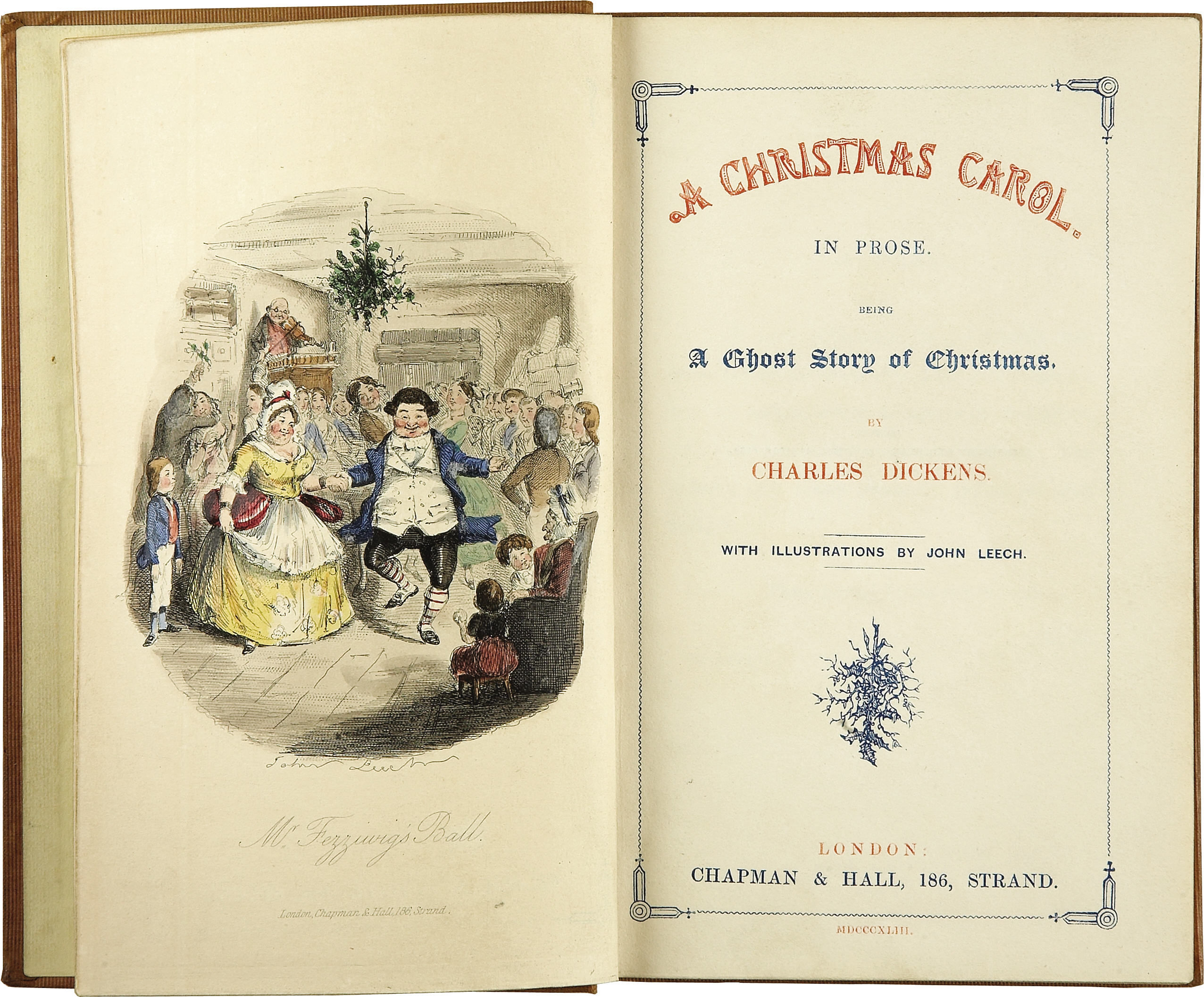
1843年版「クリスマス・キャロル」扉絵
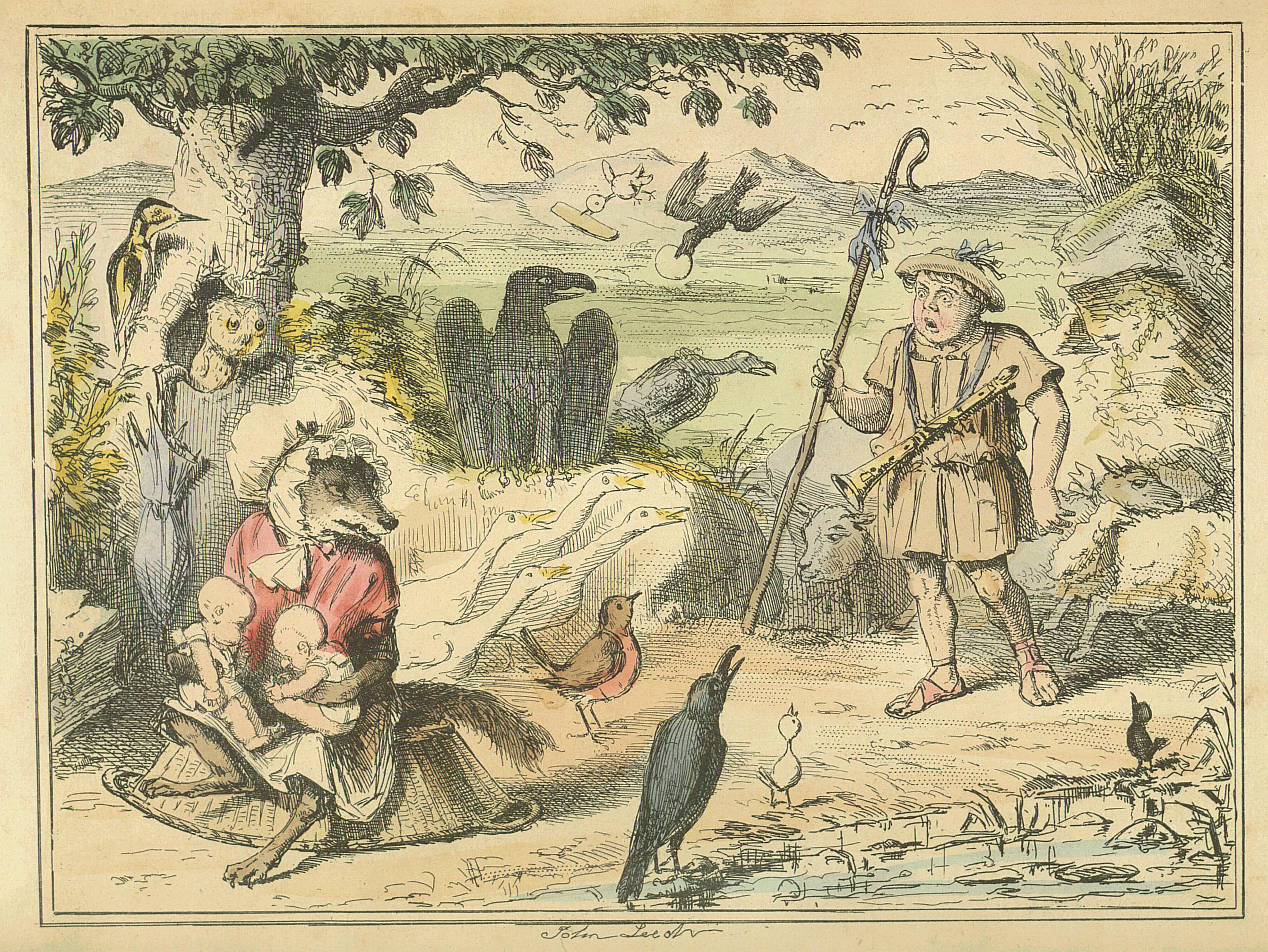
戯画集「戯画ローマの歴史（Comic History of Rome）」から
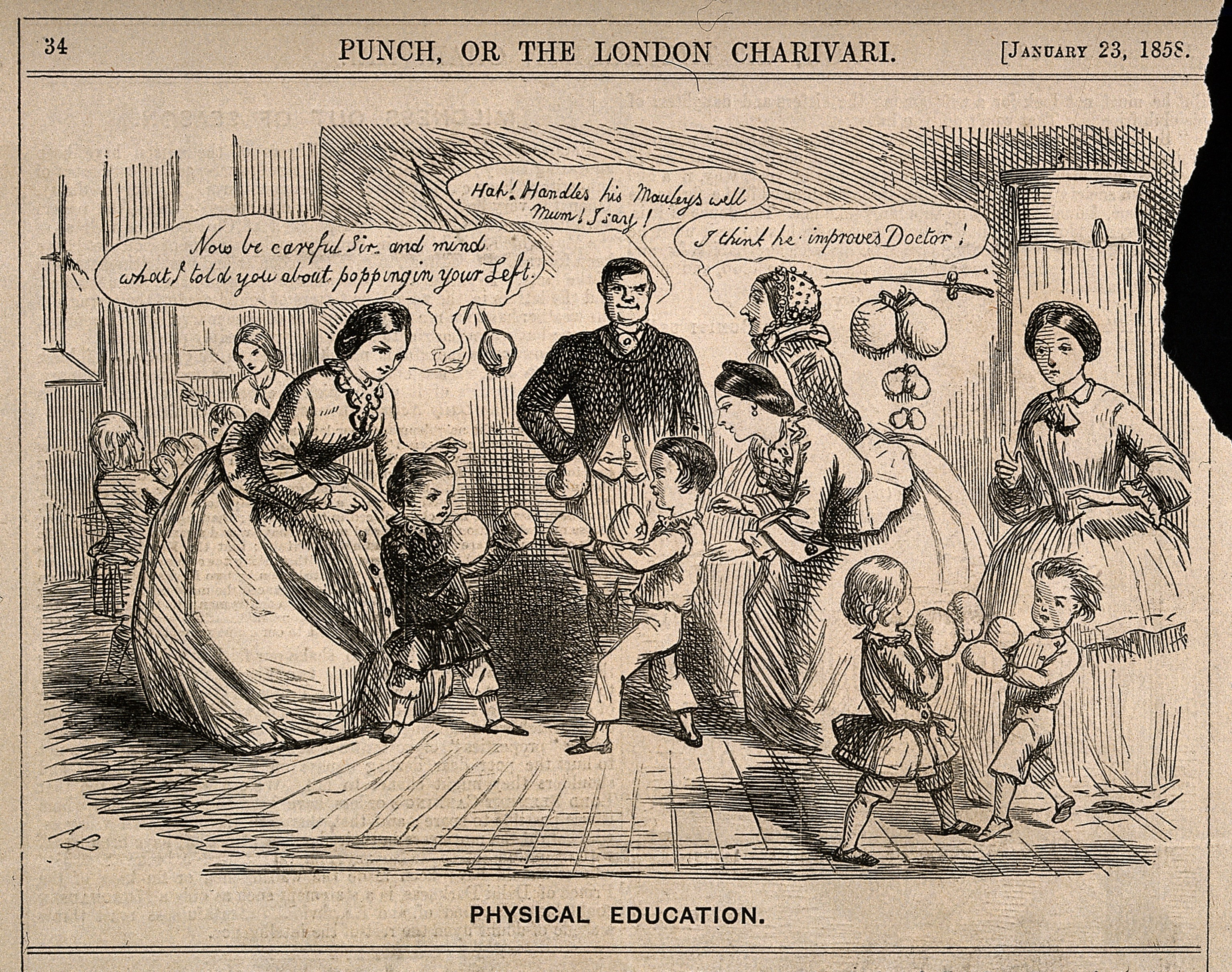
ボクシングをする子供たち